# Martinsufer
Das Martinsufer ist eine Straße am Rande der Trierer Innenstadt im Ortsbezirk Mitte/Gartenfeld. Sie verläuft entlang der Mosel auf Höhe der Kaiser-Wilhelm-Brücke. Im Norden schließen sich als Uferstraße das autofreie Zurlaubener Ufer sowie als Hauptverkehrsstraße die Ascoli-Piceno-Straße an, im Süden das Katharinenufer. Mit sieben Fahrspuren für Kraftfahrzeuge zählt das Martinsufer zu den breitesten Straßen in Trier: Zwei Spuren führen von der Kaiser-Wilhelm-Brücke nach Süden, zwei von der Ascoli-Piceno-Straße nach Süden, zwei vom Katharinenufer nach Norden; die siebte Spur dient in zwei Abschnitten jeweils als Linksabbiegespur. Das Martinsufer ist Teil der Bundesstraße 49.
Der Name leitet sich vom an der Straße gelegenen, heute als Studierendenwohnheim dienenden Martinskloster ab.

## Kulturdenkmäler
Kulturdenkmäler am Martinsufer sind die ehemalige Benediktinerabtei St. Martin 
sowie die aus den 1920er Jahren stammenden Offizierswohnhäuser in der Denkmalzone Merianstraße/Martinsufer

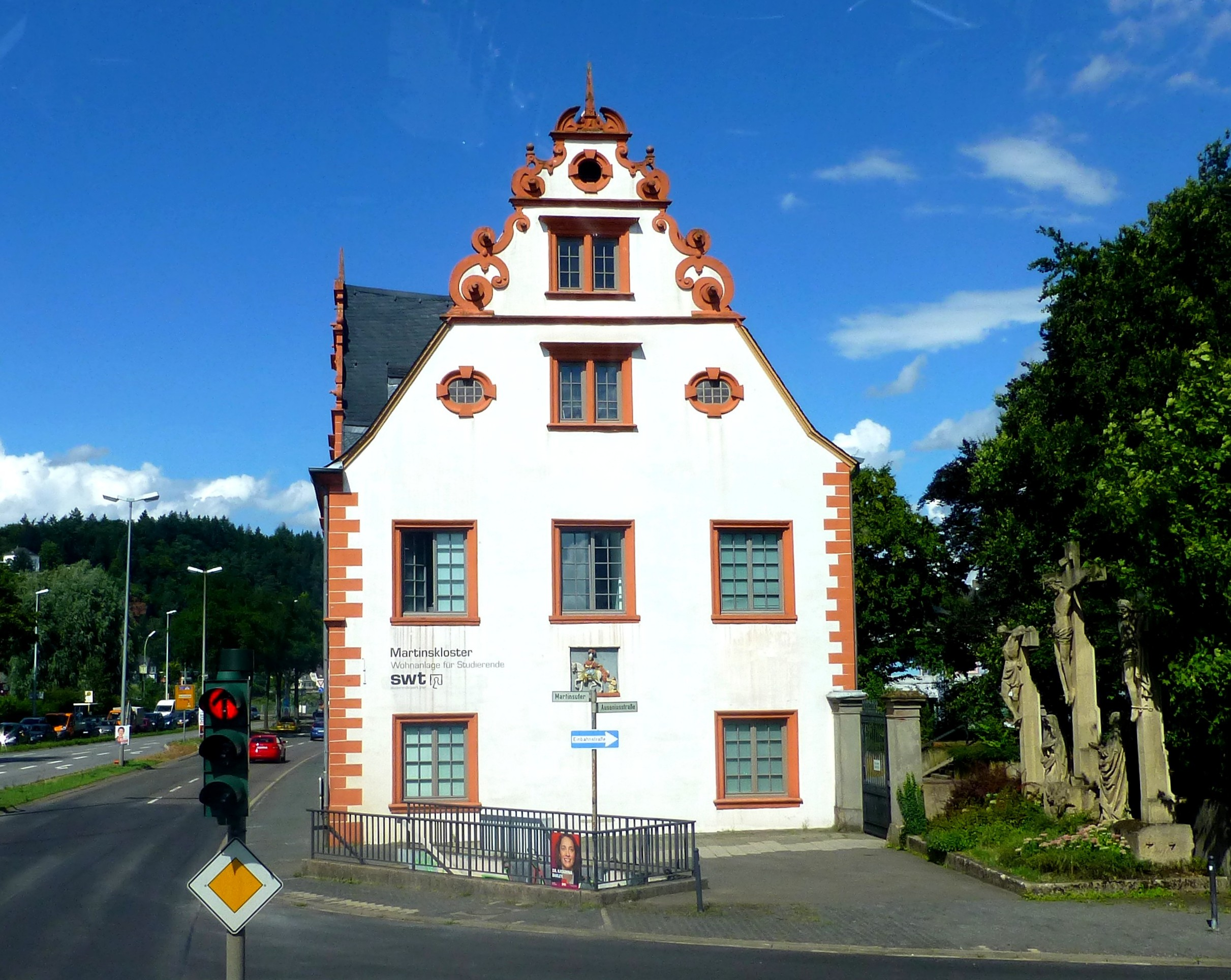
Martinskloster und Blick entlang des Martinsufers nach Norden
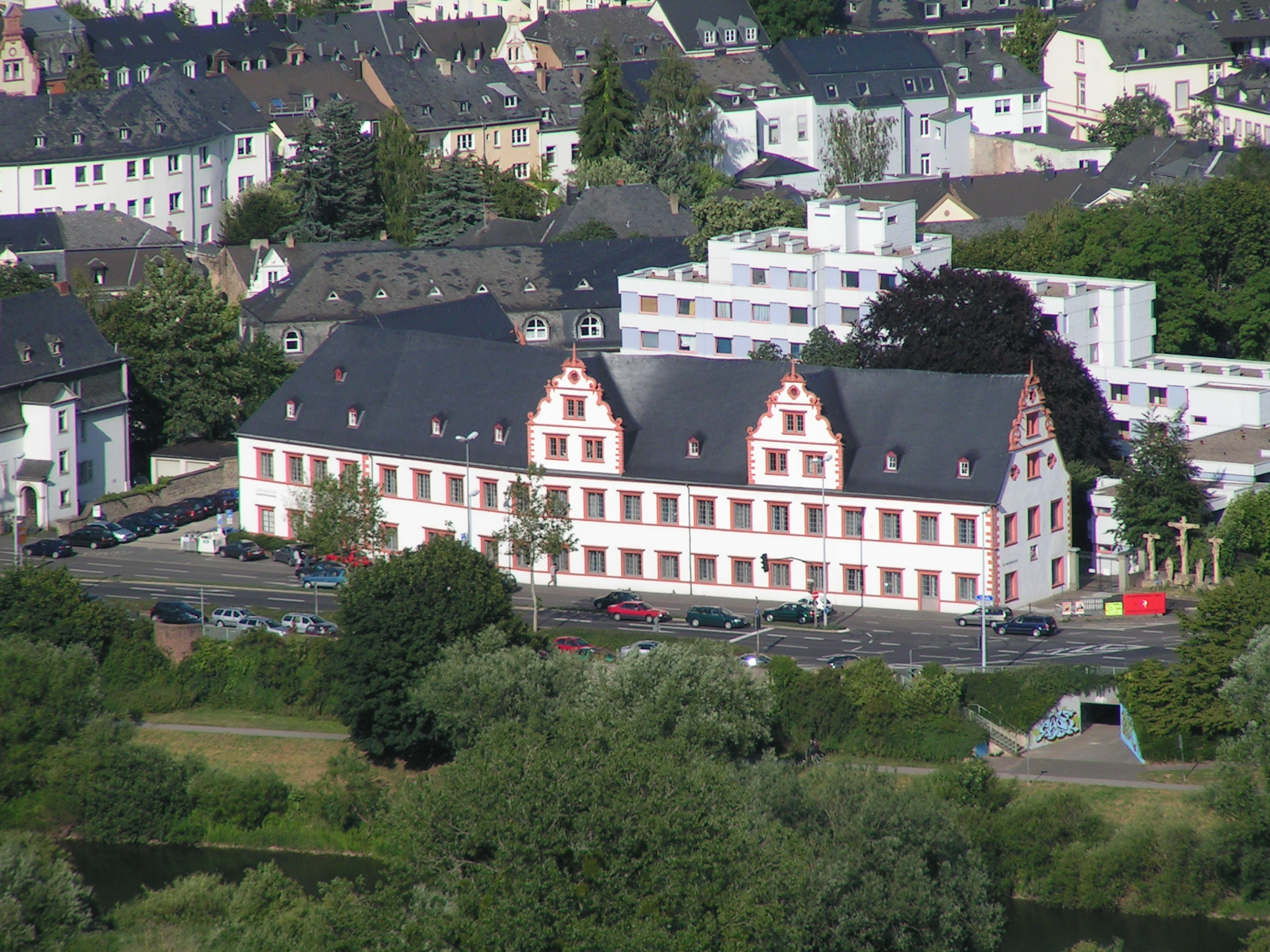
Mosel, Martinsufer, Martinskloster
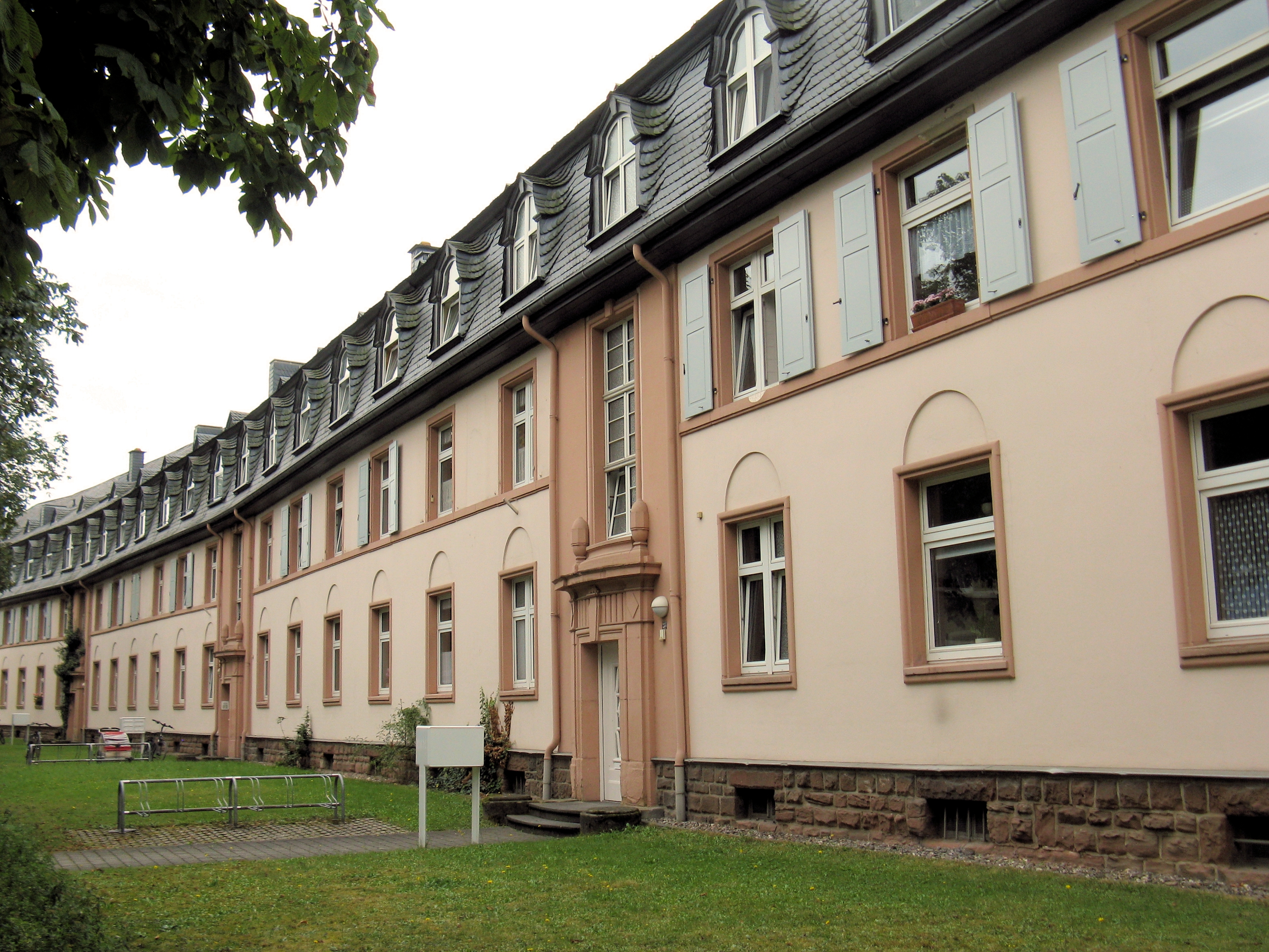
Denkmalzone Merianstraße/Martinsufer